# Stor-Laggen
Stor-Laggen är en sjö i Hagfors kommun i Värmland och ingår i Göta älvs huvudavrinningsområde. Sjön är 9 meter djup, har en yta på 1,2 kvadratkilometer och befinner sig 230 meter över havet. Sjön avvattnas av vattendraget Laggälven (Sandsjöälven). Vid provfiske har abborre, gädda, mört och siklöja fångats i sjön.

## Delavrinningsområde
Stor-Laggen ingår i det delavrinningsområde (667042-139157) som SMHI kallar för Utloppet av Stor-Laggen. Medelhöjden är 255 meter över havet och ytan är 7,18 kvadratkilometer. Räknas de 6 avrinningsområdena uppströms in blir den ackumulerade arean 108,66 kvadratkilometer. Laggälven (Sandsjöälven) som avvattnar avrinningsområdet har biflödesordning 3, vilket innebär att vattnet flödar genom totalt 3 vattendrag innan det når havet efter 373 kilometer. Avrinningsområdet består mestadels av skog (66 procent). Avrinningsområdet har 1,2 kvadratkilometer vattenytor vilket ger det en sjöprocent på 16,7 procent.